# Роза Отунбаева
Роза Исаковна Отунбаева (на киргизки: Роза Исаковна Отунбаева) е киргизки политик, бивш президент и премиер на Киргизстан.
Полага клетва при встъпване в длъжност на 3 юли 2010 г. след като временно е лидерка на Априлската революция през 2010 г., довела до изгонването на тогавашния президент Курманбек Бакиев. Тя е бивш министър на външните работи и председател на Социалдемократическата партия на Киргизстан.

## Биография

### Ранни години
Отунбаева е родена в Ош, Киргизка ССР в семейството на Исак Отунбаев, член на Върховния съд на Съветска Киргизия. Завършва Философския факултет на Московския държавен университет през 1972 г., след което е старши преподавател и декан на Философския факултет в Киргизкия национален университет в продължение на 6 години. През 1975 г. става кандидат на науките след защита на дисертацията „Критика на фалшификацията на марксистко-ленинската диалектика от философите на Франкфуртската школа“.
Освен киргизски език ползва свободно руски език. Владее също английски, немски и френски език.

## Политическа кариера
През 1981 г. Отунбаева започва политическата си кариера като втори секретар на Ленинския районен комитет на Комунистическата партия в гр. Фрунзе (днешен Бишкек). В края на 1980-те години е начело на Комисията на СССР по въпросите на ЮНЕСКО и член на Изпълнителния съвет на ЮНЕСКО.
През 1992 г. вече независимият Киргизстан е ръководен от Аскар Акаев, при който тя става заместник министър-председател и министър на външните работи – позиции, които запазва до края на годината, когато става първия посланик на страната си в САЩ и Канада. Връща се към предишните си постове през 1994 г.
След ареста на журналистката Замира Сидикова и нейната заместничка Тамара Славчева тя се обявява против организациите за човешки права, които обвиняват режима на Акаев, че ограничава свободата на словото в Киргизия. Редактор на парламентарния вестник „Свободни планини“ е осъден по член 128, точка 2 от Наказателния кодекс (за клевета в разпространение чрез масмедия) на година и половина затвор за нейни статии, критикуващи президента Акаев.
През 1998 – 2001 г. тя е първи посланик на Киргизстан в Обединеното кралство. През 2002 – 2004 г. е заместник-председател на Наблюдателната мисия на Обединените нации в Грузия. Открито се бори за отстояване на човешките права в източната територия на Абхазия, населена предимно с грузинско население.
След пристигането си в Киргизстан в края на 2004 г. Отунбаева влиза в политическото поприще. През декември 2004 г. тя и 3 други опозиционни парламентаристи основават партия Ata-Jurt („Отечество“), подготвяйки се за парламентарните избори през февруари 2005 г.
Не може да се кандидатира на законодателните избори през 2005 г. поради приет преди това закон, изискващ кандидат-депутатите да са живели в страната последните 5 години преди изборите. Времето, през което тя е посланик в Обединеното кралство, я възпрепятства да отговори на този критерий. Затова се кандидатира чак през 2010 г.

### Революция на лалетата
Отунбаева е сред ключовите водачи в Революцията на лалетата в Киргизстан, която довежда до сваляне от власт на президента Акаев. След това тя работи няколко месеца като министър на външните работи във временното правителство на тогавашния министър-председател (и действащ президент Курманбек Бакиев. След като Бакиев е избран за президент и Феликс Кулов е избран за министър-председател, Отунбаева не успява да получи необходимата парламентарна подкрепа, за да стане министър на външните работи. Няколко месеца по-късно тя неуспешно участва в парламентарните избори. Отунбаева изиграва ключова роля в протестите от ноември 2006 г., когато успешно се налага нова демократична конституция.
За кратко време тя е съпредседател на партията „Флаг на националното възраждане“. През декември 2007 г. Роза Отунбаева е избрана в Жогорку Кенеш – парламента на Киргизстан, в листата на Социалдемократическата партия, чийто лидер е от октомври 2009 г.

### Въстание и президентство
На 7 април 2010 г. Отунбаева е избрана от опозиционните лидери като глава на временното киргизко правителство след всеобхватния бунт в Бишкек и свалянето на президента Курманбек Бакиев.
Бакиев бяга в района на Джалалабад, когато безредиците стават по-яростни. Неспособен да обедини усилията си в подкрепа, той си подава оставката като президент на 10 април 2010 г. Заминава за Казахстан и после в Минск, Беларус, където му е даден статут на политически емигрант. На 21 април се отказва от подадената оставка и декларира, че все още е президент на Киргизстан. Отунбаева изисква той да бъде изправен пред съд.
Докато Роза Отунбаева изпълнява длъжността временен президент, тя има 4 мъже заместници. Считано е за необичайно, тъй като малко жени в Киргизстан се занимават с политика. Нейният първи разговор, след като взима властта, е с руския министър-председател Владимир Путин. Отунбаева декларира, че новите избори ще бъдат след 6 месеца и че тя ще бъде действащ президент дотогава.
На 19 май 2010 г. временното правителство обявява, че изборите ще се забавят до 2011 г. и Отунбаева е провъзгласена за президент. Това довежда до силни протести в подкрепа на изгонения президент Курманбек Бакиев в Джалалабад, родния град на бившия президент.
След референдум за новата конституция на Киргизия тя официално встъпва в длъжност на 3 юли 2010 г. На Отунбаева обаче е забранено да участва в президентските избори през 2011 г., като нейният мандат приключва на 31 декември 2011 г.
Референдумът е подкрепен от над 90% от гласувалите. Той променя формата на управление на страната от президентска република в парламентарна република. Парламентарните избори са определени за октомври и дотогава Отунбаева остава и министър-председател.

## Гледни точки
В своите интервюта Отунбаева заявява, че не вярва в бог. През 2010 г. по време на поздравителното си обръщение към народа на Киргизстан във връзка с приближаващия месец Рамадан Отунбаева заявява, че месецът ще донесе единство на нейната страна. Тя казва:
| „ | Свещеният Коран призовава хората, преживяващи тежки изпитания, към всеобща толерантност и опрощение на старите грехове един към друг. Тези дни, дори и бившите врагове трябва да си простят взаимно в името на по-нататъшното мирно съвместно съществуване. Трябва да разхвърлят всички вредни стари навици и великодушно да зачитат всички хора. Тези свещени идеи са един от най-високите върхове на хуманистичните идеали на Исляма. | “ |

## Семейство
Роза Отунбаева е второто от 8 деца в семейството на Исак Отунбаев – юрист, член на Върховния съд на Киргизката ССР, и С. Даниярова – учителка.
Тя е разведена и има 2 деца – дъщеря Каракач и син Атая. Дъщерята е телевизионна водеща на програмата „Отдыхай“ на Евгений Губина. Нейният бивш стъпруг е Б. К. Садибасаков (източниците посочват също така фамилията като „Садикбасов“)